# UFC Fight Night: Nelson vs. Ponzinibbio
UFC Fight Night: Nelson vs. Ponzinibbio (también conocido como UFC Fight Night 113) fue un evento de artes marciales mixtas organizado por Ultimate Fighting Championship. Se llevó a cabo el 16 de julio de 2017 en el The SSE Hydro, en Glasgow.

## Historia
El evento estelar contó con un combate de peso wélter entre Santiago Ponzinibbio y Gunnar Nelson.
En el evento coestelar se enfrentaron Cynthia Calvillo y Joanne Calderwood.